# ActivityPub
ActivityPub is een open en gedecentraliseerd protocol voor sociaalnetwerksites. ActivityPub bestaat uit een client-server API om nieuwe content te plaatsen, of om al bestaande content aan te passen of te verwijderen. 'Content' is hierin een heel breed begrip: het kan gaan om een tekstbericht, een gedeelde link, een like of wat dan ook. Daarnaast is er ook een gefederaliseerde server-server API, zodat servers content en meldingen onderling kunnen uitwisselen.
Op 23 januari 2018 heeft het World Wide Web Consortium ActivityPub gepubliceerd als een "Recommendation".

## Implementaties
Er zijn verschillende implementaties van het ActivityPub protocol. Een paar hiervan zijn:

### Gefedereerde implementaties
- Friendica, een gedistribueerd en gefederaliseerde sociaalnetwerksite.
- Mastodon, een gedistribueerd en gefederaliseerd sociaal microblogging platform.[3]
- Nextcloud, een gefederaliseerde filehosting dienst.[4]
- PeerTube, een gefederaliseerd videostreamingplatform.
- Pixelfed, een gefederaliseerd platform om digitale foto's uit te wisselen.
- WordPress, opensourcesoftware om websites te realiseren.

### Geplande implementaties
- Threads, een sociaal netwerk van Meta Platforms.
- Tumblr, een microblogging-systeem en sociaalnetwerksite.